# Лисович
Лисович (серб. Лисовић) — населённый пункт в Сербии, округе Белград, общине Бараево.

## Население
В селе проживает 1057 жителей, из которых совершеннолетних 842. Средний возраст — 41,4 года (мужчины — 39,8 года, женщины — 43,0 года). В населённом пункте 353 домохозяйств, среднее число членов в которых — 2,99.
|            | Этносы | Численность |
| ---------- | ------ | ----------- |
|            | сербы  | 1000        |
| цыгане     | 14     |             |
| черногорцы | 13     |             |